# Дзял (Новотарзький повіт)
Дзял (пол. Dział) — село в Польщі, у гміні Чорний Дунаєць Новотарзького повіту Малопольського воєводства.
Населення — 505 осіб (2011).
У 1975-1998 роках село належало до Новосондецького воєводства.

## Демографія
Демографічна структура станом на 31 березня 2011 року:
|          | Загалом | Допрацездатний вік | Працездатний вік | Постпрацездатний вік |
| -------- | ------- | ------------------ | ---------------- | -------------------- |
| Чоловіки | 261     | 68                 | 162              | 31                   |
| Жінки    | 244     | 55                 | 135              | 54                   |
| Разом    | 505     | 123                | 297              | 85                   |